# Эппинг (Австрия)
Эппинг (нем. Oepping) — коммуна (нем. Gemeinde) в Австрии, в федеральной земле Верхняя Австрия. 
Входит в состав округа Рорбах.  Население составляет 1592 человека (на 31 декабря 2005 года). Занимает площадь 23 км². Официальный код  —  41325.

## Политическая ситуация
Бургомистр коммуны — Вильхельм Пайнбауэр (АНП) по результатам выборов 2003 года.
Совет представителей коммуны (нем. Gemeinderat) состоит из 19 мест.
- АНП занимает 13 мест.
- СДПА занимает 6 мест.